# Sándor Tótka
Sándor Tótka (Mezőtúr, 27 de julho de 1994) é um canoísta húngaro, campeão olímpico.

## Carreira
Tótka conquistou a medalha de ouro nos Jogos Olímpicos de Verão de 2020 em Tóquio na prova de K-1 200 m masculino com o tempo de 35.035 segundos. Nos Jogos Olímpicos de Verão de 2024, em Paris, conquistou a medalha de prata na competição do K-2 500 m masculino, ao lado de Bence Nádas, com o tempo de 1:27.15.